# Julia Sonntag
Julia Sonntag, geborene Ciupka, (* 1. November 1991 in Viersen) ist eine deutsche Hockeytorhüterin.
Julia Ciupka debütierte in der deutschen U-16 Jugendnationalmannschaft am 6. April 2007 im Spiel gegen die Niederlande (Endstand: 1:2) in St. Cugat (Spanien). Sie belegte im Jahr 2009 den 2. Platz bei der U18-Europameisterschaft in Nivelles (Belgien). Ihr erstes A-Länderspiel bestritt sie am 22. Januar 2016 bei der Hallen-Europameisterschaft in Minsk (Belarus), bei der Deutschland unter Trainer Aditya Pasarakonda den vierten Platz belegte. 2018 war sie mit der Nationalmannschaft Fünfte bei der Weltmeisterschaft in London. 2019 folgte die Silbermedaille bei der Europameisterschaft in Antwerpen. Zwei Jahre später erreichte sie mit der deutschen Mannschaft auch bei der Europameisterschaft 2021 in Amsterdam den zweiten Platz hinter den Niederländerinnen. Bei den Olympischen Spielen in Tokio belegte die deutsche Mannschaft den zweiten Platz in der Vorrunde. Im Viertelfinale schieden die Deutschen mit 0:3 gegen die Argentinierinnen aus. 2022 belegte Sonntag mit der deutschen Mannschaft den vierten Platz bei der Weltmeisterschaft. Im Jahr darauf wurde die Mannschaft Dritte bei der Europameisterschaft in Mönchengladbach.
Sie stand bislang in 102 Länderspielen im Tor der deutschen Nationalmannschaft, neun davon in der Halle.  (Stand 14. Juni 2024) 
Sonntag spielt für den KTHC Rot-Weiss Köln in der deutschen Hockey-Damen-Bundesliga. Vorher spielte sie bereits für den RTHC Bayer Leverkusen und den Gladbacher HTC. Sie wird von der Hockey-Marke TK gesponsert.
Ciupka studierte von 2011 bis 2016 Zahnmedizin an der Universität Witten/Herdecke und schloss mit dem Staatsexamen ab. Sie arbeitet als Zahnärztin in Mönchengladbach.